# Saison cyclonique 1999 dans l'océan Atlantique nord
La saison cyclonique 1999 dans l'océan Atlantique nord désigne une série de cyclones tropicaux ayant officiellement débuté le 1er juin 1999 et finit le 30 novembre 1999. Ces dates conventionnelles délimitent la période durant laquelle il est le plus probable qu'un cyclone tropical se forme. Durant cette saison, ces dates ont été respectées. Arlène se forme le 11 juin, et Lenny se dissipe le 23 novembre. La saison est particulièrement active. La raison, tout comme en 1998, 2000, et 2001 est le puissant événement La Niña durable de l'été 1998 au printemps 2001. Cependant, il est constaté que l'activité de chacune de ces saisons est inférieure à celle de la précédente. En effet, un événement La Niña induit un refroidissement mondial qui s'est progressivement propagé en Atlantique nord, et a ainsi contrecarré en partie (et en partie seulement) le récent basculement de l’oscillation atlantique multidécennale en phase positive. À la suite des conséquences de La Niña, les ouragans capverdiens se sont de nouveau distingués.
Le plus notable fut la débauche d'ouragans de catégorie 4, cinq au total, ce qui représente un record. C'est également le plus grand nombre d'ouragans qui ont atteint au moins la catégorie 4, à égalité avec 2005 qui a positionné un ouragan de catégorie 4 et quatre catégorie 5.

## Bilan

### Description
La saison commence doucement au mois de juillet, et aucun cyclone n'est nommé en juillet, ce qui se reproduit en 2000, et 2001. La saison débute réellement avec Bret le 18 août. Le cyclone le plus notable est sans doute Floyd durant le mois de septembre. Classique ouragan cap verdien, il longera la côte Est des États-Unis de la Floride au Maine, puis frappe le Canada. Il est l'un des cyclones le plus meurtrier aux États-Unis. Le nom de Floyd sera d'ailleurs retiré de la liste des noms (voir ci-dessous).
Elle sera marquée par une pause fin septembre, début octobre, avant de reprendre avec la formation d'Irene. Lenny aura la particularité d'être le cyclone de catégorie 4 le plus tardif, atteignant ce statut le 17 novembre.

### Noms des tempêtes 1999
La liste des noms utilisée pour nommer les tempêtes et les ouragans pour 1999 était exactement la même que celle de 1993. À la suite des dégâts importants qu'ils ont causés et selon la tradition, les noms Floyd et Lenny ont été retirés pour être remplacés par Franklin et Lee en 2005. Le nom Lenny a été utilisé pour la première et dernière fois lors de cette année 1999. Ceux en gris n'ont pas été utilisés.
| TT | Arlene |
| DT | Deux   |
| 4  | Bret   |
| 4  | Cindy  |

| 2  | Dennis |
| TT | Emily  |
| DT | Sept   |
| 4  | Floyd  |

| 4  | Gert   |
| TT | Harvey |
| DT | Onze   |
| DT | Douze  |

| 2  | Irene   |
| 2  | Jose    |
| TT | Katrina |
| 4  | Lenny   |

| Inc. | Maria    |
| Inc. | Nate     |
| Inc. | Ophelia  |
| Inc. | Philippe |

| Inc. | Rita  |
| Inc. | Stan  |
| Inc. | Tammy |
| Inc. | Vince |

| Inc. | Wilma |

| TT | Arlene |
| DT | Deux   |
| 4  | Bret   |
| 4  | Cindy  |

| 2  | Dennis |
| TT | Emily  |
| DT | Sept   |
| 4  | Floyd  |

| 4  | Gert   |
| TT | Harvey |
| DT | Onze   |
| DT | Douze  |

| 2  | Irene   |
| 2  | Jose    |
| TT | Katrina |
| 4  | Lenny   |

| Inc. | Maria    |
| Inc. | Nate     |
| Inc. | Ophelia  |
| Inc. | Philippe |

| Inc. | Rita  |
| Inc. | Stan  |
| Inc. | Tammy |
| Inc. | Vince |

| Inc. | Wilma |

* Ces noms ont été retirés de la liste de l'Organisation météorologique mondiale.

### Classification selon l'énergie des systèmes
| ACE (104 nœuds2)    | ACE (104 nœuds2) | ACE (104 nœuds2) | ACE (104 nœuds2) | ACE (104 nœuds2) | ACE (104 nœuds2) |
| ------------------- | ---------------- | ---------------- | ---------------- | ---------------- | ---------------- |
| 1                   | 42.31            | Gert             | 7                | 10.42            | Irene            |
| 2                   | 29.42            | Floyd            | 8                | 10.15            | Jose             |
| 3                   | 24.62            | Cindy            | 9                | 3.42             | Arlène           |
| 4                   | 20.18            | Dennis           | 10               | 2.42             | Emily            |
| 5                   | 19.87            | Lenny            | 11               | 1.89             | Harvey           |
| 6                   | 11.60            | Bret             | 12               | 0.25             | Katrina          |
| Total= 176.55 (177) |                  |                  |                  |                  |                  |

Le tableau de droite montre l'énergie des systèmes de 1999 selon l'algorithme Accumulated Cyclone Energy (ou ACE) du National Weather Service qui est en gros une mesure l'énergie dégagée instantanément multipliée par sa durée de vie. Trois ouragans ont dépassé les 20 × 104 nœuds2, Gert dépassant même les 40 × 104 nœuds2, ce qui montre clairement une saison active. La saison est particulièrement active, et ressortait en 1999 à la douzième place, derrière 1998 en termes d'ACE (voir ci-dessous "Classification selon l'énergie des systèmes").

## Cyclones tropicaux

### Tempête tropicale Arlene
Un faible front froid s'étirant de la Floride au nord des Petites Antilles est à l'origine de la formation d'une dépression d'altitude froide. Il sert de point de départ à la formation de la dépression tropicale Un à 860 kilomètres au sud-est des Bermudes qui se déplace vers le nord. Le cisaillement du vent perturbe l'organisation du cyclone, qui ne s'intensifie que lentement. Le 12 juin, il devient la première tempête tropicale : Arlene. Son mouvent tourne alors au nord-ouest pour revenir progressivement au nord-est. Le 17, elle passe à 180 kilomètres des Bermudes. Arlene est alors devenu une dépression tropicale qui se dispersera le lendemain.

### Dépression tropicale Deux
Le 20 juin, une onde tropicale commence une traversée de l'Atlantique. Une circulation cyclonique commence à se mettre en place le 30 juin au-dessus de la mer des Caraïbes. Le 2 juillet, la dépression tropicale Deux est formé. Mais elle touche terre le lendemain à Tuxpan sans avoir eu le temps de devenir une tempête tropicale.
Elle apporte des pluies torrentielles au Mexique, qui s'échelonnent de 100 à 300 millimètres, et localement plus de 500 millimètres dans l'État de San Luis Potosí. Il n'y pourtant aucun signalement de décès ou de dommages quelconques.

### Ouragan Bret
Une onde tropicale quitte l'Afrique le 5 août. Sa circulation se ferme le 18 août en baie de Campeche, définissant la dépression tropicale Trois. Elle reste en sommeil jusqu'au lendemain, journée durant laquelle elle devient la tempête tropicale Bret. Remontant vers le nord, il devient un ouragan, avant de perdre 35 hectopascals en 24 heures au-dessus des chaudes eaux du golfe du Mexique. Bret est alors un puissant ouragan de catégorie 4, le premier de la saison.
Forcé de tourner, Bret s'approche des terres, ce qui l'affaiblit. Il touche terre le 23 au centre de l'île Padre en tant qu'ouragan de catégorie 3
Touchant une zone peu peuplée, Bret ne fera que 4 victimes et 60 millions de dollars de dégâts, alors qu'il était un ouragan majeur.

### Ouragan Cindy
Le 18 août, une onde tropicale arrive au-dessus de l'Atlantique. Déjà organisée, elle devient le lendemain matin, sur les côtes africaines, la dépression tropicale Quatre. Un cisaillement du vent vertical inhibe au début tout développement. Ce n'est que le 20 au soir qu'elle devient une tempête tropicale, Cindy. Atteignant le 22 septembre le statut d'ouragan, elle le perd le jour même sous l(influence du cisaillement du vent. Remontant progressivement vers le nord, sur le flanc de l'anticyclone des Açores, Cindy entame une nouvelle phase d'intensification le 25, redevient un ouragan le 26, et atteint son pic d'intensité le 28, en tant que deuxième ouragan de catégorie 4 de la saison. Situé alors à 700 kilomètres à l'est-sud-est des Bermudes, Cindy tourne au nord-est. Les conditions deviennent défavorables, et Cindy s'affaiblit, jusqu'à être absorbé par un cyclone extratropical au large de Terre-Neuve, à 1 600 kilomètres à l'est des Açores.

### Ouragan Dennis
Une onde tropicale, précédant celle qui donnera naissance à Emily, quitte l'Afrique le 17 août. Aucune organisation de la convection ne se produit avant le 21 août. Le 24 août, au nord des Grandes Antilles, la dépression tropicale Cinq se forme. Atteignant le statut de tempête tropicale, le nom de Dennis lui est attribué. Se creusant à partir du 25, Dennis devient un ouragan le 26. Les conditions deviennent très difficiles fin août pour Dennis. De l'air sec, un front froid et le cisaillement du vent lui ont peut-être fait perdre ses caractéristiques tropicales durant quelques heures le 1er ou le 2 septembre. Il redevient en tout cas une tempête tropicale. Bloqué dans sa progression vers le nord par un anticyclone au-dessus de la Nouvelle-Angleterre, Dennis, rebrousse chemin. Il erre quelque temps au large de la Caroline du Nord, et reprend un peu de puissance. Il touche terre au sud des Outer Banks en tant que puissante tempête tropicale. Il survivra plusieurs jours au-dessus des terres.
Dennis a causé 157 millions de dollars de dégâts et a tué 4 personnes en Floride. Il prépare de plus l'arrivée de l'ouragan Floyd, deux semaines plus tard, en apportant d'importantes précipitations qui saturent déjà les sols.

### Tempête tropicale Emily
Une onde tropicale, suivant celle qui donnera naissance à Dennis, et précédant celle qui donnera naissance à Cindy, quitte l'Afrique le 18 septembre. Le développement de Cindy augmente le cisaillement du vent. L'onde ne devient donc la dépression tropicale Six que le 24 août. Tempête tropicale le jour même, Emily vient d'être nommée qu'elle est déjà en train de se désorganiser. Prise dans le flux de nord généré par Cindy, Emily est dispersé et absorbé le 28 août alors que Cindy est à son zénith.

### Dépression tropicale Sept
En baie de Campêche, une onde tropicale s'organise en dépression tropicale le 5 septembre. Elle touche terre le lendemain à La Pesca. Elle continue sa progression dans les terres sans perte d'intensité. Elle se disperse finalement le lendemain.
La dépression provoquera d'importantes précipitations, mais les dommages et éventuels décès restent inconnus.

### Ouragan Floyd
Une onde tropicale émerge au-dessus de l'Atlantique le 5 septembre. Bien que faiblement organisée, elle devient la dépression tropicale Huit le 7 septembre. Le lendemain, 1 400 kilomètres des Petites Antilles, elle devient la tempête tropicale Floyd. Glissant sur le flanc sud de l'Anticyclone des Açores, il avance vers l'ouest-nord-ouest. S'intensifiant lentement, il devient un ouragan le 10, à 370 kilomètres à l'est-nord-est des Petites Antilles. Après une chute de pression de 35 hectopascals, Floyd devient le 13 un puissant ouragan de catégorie 4, le troisième de la saison. Il est alors proche de l'ouragan de catégorie 5. Il touche terre le lendemain à Eleuthera puis aux îles Abacos, aux Bahamas. Il s'affaiblit alors, et tourne au nord, longeant la côte de Floride. Il touche une dernière fois terre au cap Fear en Caroline du Nord. Longeant la côte Est des États-Unis, il est alors une tempête tropicale. Il devient extratropical en entrant au Canada, puis fusionne avec un système plus large le 19.
Passant au-dessus de côtes déjà éprouvées par le passage de Dennis, Floys amène des précipitations torrentielles. Des totaux de 200 à 500 millimètres sont enregistrés. De plus, une onde de tempête de 3 mètres frappera la Caroline du Nord. Floyd prendra la vie de 57 personnes, dont 56 aux États-Unis et 1 aux Bahamas. Il fut particulièrement destructeur, les dommages s'évaluant à 4,5 milliards de dollars.

### Ouragan Gert
Le 10 septembre, une onde tropicale quitte l'Afrique. Organisée, elle devient aisément la dépression tropicale Neuf le 11, puis la tempête tropicale Gert le lendemain. Il traverse l'Atlantique en tournant progressivement au nord. Il devient le 15 et pour un peu plus de 48 heures, un ouragan de catégorie 4, le quatrième de la saison. Il s'affaiblit temporairement, puis regagne le statut de catégorie 4, avant de commencer à décliner. Il passe le 21 au large des Bermudes en tant que faible ouragan de catégorie 2. Il devient le 23 extratropical, et fusionne au-dessus de Terre-Neuve avec un complexe dépressionnaire.
Deux personnes ont été emportées par des vagues dans le Maine, vagues qui auraient été générées par Gert. Aux Bermudes, les dégâts sont limités. Les précipitations sont restées faibles, et seules les vagues ont eu quelque impact.

### Tempête tropicale Harvey
Une onde tropicale, quitte l'Afrique le 4 septembre. Faible, mal organisée, elle ne fait parler d'elle que le 19 quand elle devient la dépression tropicale Dix. Devenu la tempête tropicale Harvey le lendemain, à 550 kilomètres à l'ouest de St. Petersburg. Il s'intensifie rapidement, mais touche terre le 21 à Everglades City. Il traverse la péninsule, et rejoint l'Atlantique le 22. Mais il perd le jour même son identité avec une dépression extratropicale.

### Dépression tropicale Onze
Une onde tropicale traverse l'Atlantique à partir du 22 septembre. Les conditions sont défavorables, et la dépression tropicale Onze ne se forme que le 4 octobre en baie de Campêche. Son déplacement est lent et erratique. Un creux barométrique de surface inhibe son développement. Elle fusionne avec ce creux le 6 octobre.
Les précipitations de Onze, en association avec les précédentes pluies du mois de septembre, provoquent des inondations catastrophiques. Plus de 400 personnes ont été blessées.

### Dépression tropicale Douze
Une onde tropicale émerge le 30 septembre au-dessus de l'Atlantique. Devenant la dépression tropicale Douze, à mi chemin entre les Cap-Vert et les Antilles, elle se déplace vers le nord-ouest. Elle se dissipera d'elle-même le 8 octobre. Ses restes passeront au nord des Antilles quelques jours plus tard.

### Ouragan Irene
L'association d'un creux barométrique de surface et d'une onde tropicale donne naissance le 13 septembre à la dépression tropicale Treize au sud de l'île de la Jeunesse. Avançant vers le nord, elle devient la tempête tropicale Irene, puis touche Cuba. Elle n'interrompt pas son renforcement, et devient un faible ouragan au-dessus du détroit de Floride. Elle traverse la Floride de Cap Sable à Jensen Beach. Elle maintient malgré tout son statut d'ouragan. Au-dessus du Gulf Stream, Irene peut enfin se creuser. Pris dans un dynamique flux de sud-est, Irene accélère et remonte vers le nord-est. Elle évite la Caroline du Nord, puis s'affaiblit au contact de la fraicheur de l'Atlantique nord. Le 19 octobre, au large de Terre-Neuve, Irene est devenu extratropicale.
Les dommages ont été évalués à 800 millions de dollars, principalement en Floride. Irene a tué 2 personnes à Cuba, 1 aux Bahamas. Les précipitations d'Irene réactivent les problèmes d'inondations apportées par Floyd un mois auparavant.

### Ouragan Jose
Une onde tropicale se déplace à partir du 8 octobre depuis l'Afrique. Le 17 octobre, elle devient la dépression tropicale Quatorze, à 640 kilomètres à l'est des Petites Antilles. Elle s'intensifie lentement, devient un ouragan baptisé Jose le 18 et reste orienté au nord-ouest. Il traverse le nord des Petites Antilles dans la journée du 20 et du 21 octobre. Il est affaibli par le cisaillement du vent causé par un creux barométrique de surface. Ce même creux le force à tourner brutalement au nord-est. Reprenant un peu de vigueur le 24, il devient extratropical le lendemain, et sera absorbé par un cyclone polaire le 26.

### Tempête tropicale Katrina
Le 28 octobre, dans la partie sud de la mer des Caraïbes se forme la dépression tropicale Quinze. Le lendemain soir, elle commence à se renforcer, et devient la tempête tropicale Katrina. Mais elle touche terre le 30 à Puerto Cabeza. Redevenu dépression tropicale, elle continuera malgré tout vers le nord-ouest. Elle se dissipera le 1er au nord du Yucatán, et sera absorbée plus tard par un front froid.
Katrina eu peu d'impact. Aucune vie ne fut prise, et les quelques crues éclairs sont restées sans conséquence.

### Ouragan Lenny
Une large zone dépressionnaire prend place au sud-ouest de la mer des Caraïbes le 8 novembre. Elle devient la dépression tropicale Seize, reclassée le jour même en tempête tropicale Lenny. Son mouvement est alors inédit, puisqu'elle se déplace de l'ouest vers l'est. Ce flux est commandé par un large creux barométrique qui s'étend sur l'Ouest de l'Atlantique.
Lenny se renforce et devient un puissant ouragan de catégorie 4, puis touche 5 îles des Antilles, tout en s'affaiblissant : Sainte-Croix, Saint-Martin, Anguilla, Saint-Barthélemy et Antigua. Il se dissipera dans l'Atlantique le 23 novembre.
Le passage de Lenny fera 17 morts.

## Chronologie des événements
* Ces noms ont été retirés de la liste de l'Organisation météorologique mondiale.